# ミュージック空手
ミュージック空手(英:music karate)(旧名:ミュージュック空手)は、発想、協調性、表現、交流向上などを図るために考案された空手の新分野で、音楽に合わせて既存の空手の形とオリジナルの形を混ぜ合わせて打つ身体動作。その基本となる二つの柱、音楽と空手をとってミュージック空手と命名、頭文字を用意て"MK"と表することもある。 

## 概要
ミュージック空手は闘真会館創設と同時に清水祐治館長が考案した空手の新しい分野で、現在普及段階にある。元々は国際親善空手道連盟闘真会館が推進していたが、現在はNPO法人国際ミュージック空手連盟闘真として闘真会館から独立し、ミュージック空手を推進している。
空手の形は日本伝統的武術でそれぞれに流派が存在するが、ミュージック空手は糸東流の形を用いて演武を行う。理由は当時清水祐治館長が糸東流の形を修めていたため。これまでに数多くの演舞者を輩出。年に一度愛知県にて全日本ミュージック空手選手権があり、日本一の演武チームを決める大会が開かれている。

## ミュージック空手に使用される形の名前
- コンビネーション(NO.1〜NO.5)
- 平安形(初段〜5段)
- センエンチン
- バッサイダイ
- アンナンコウ
- ジオン
- 四方公相君
- クウシャンク
- 松村ローハイ
- トマリバッサイ
- アーナン
- スーパーリンペー